# Українська асоціація письменників художньо-соціальної літератури

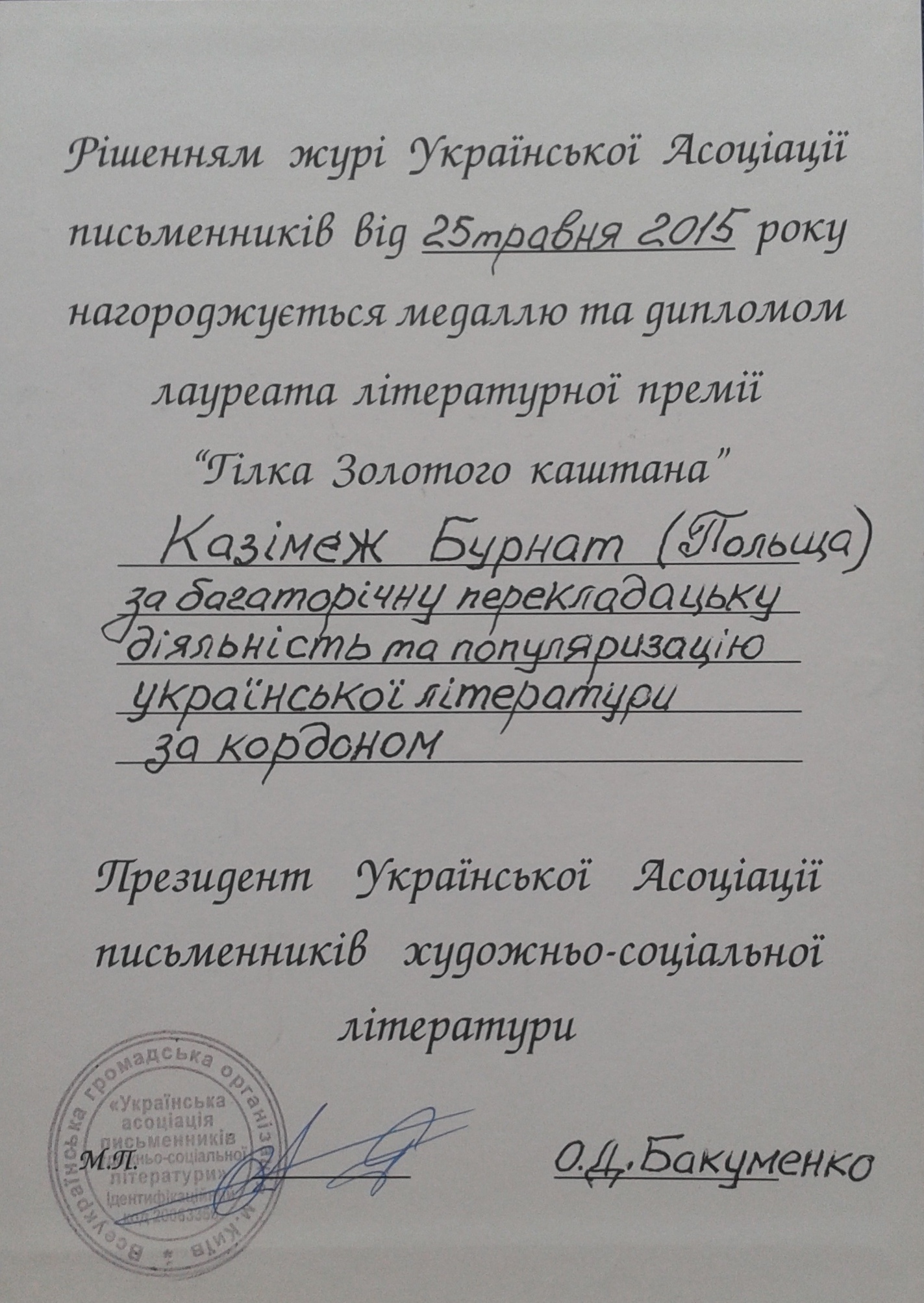
Диплом літературної премії «Гілка золотого каштана», підписаний Олександром Бакуменком

«Українська асоціація письменників художньо-соціальної літератури» — всеукраїнська громадська організація. Зареєстрована в Києві за адресою вул. Банкова, 2.
Президент — один із секретарів Національної спілки письменників України — Олександр Бакуменко.
Організація є засновником літературної премії «Гілка золотого каштана».

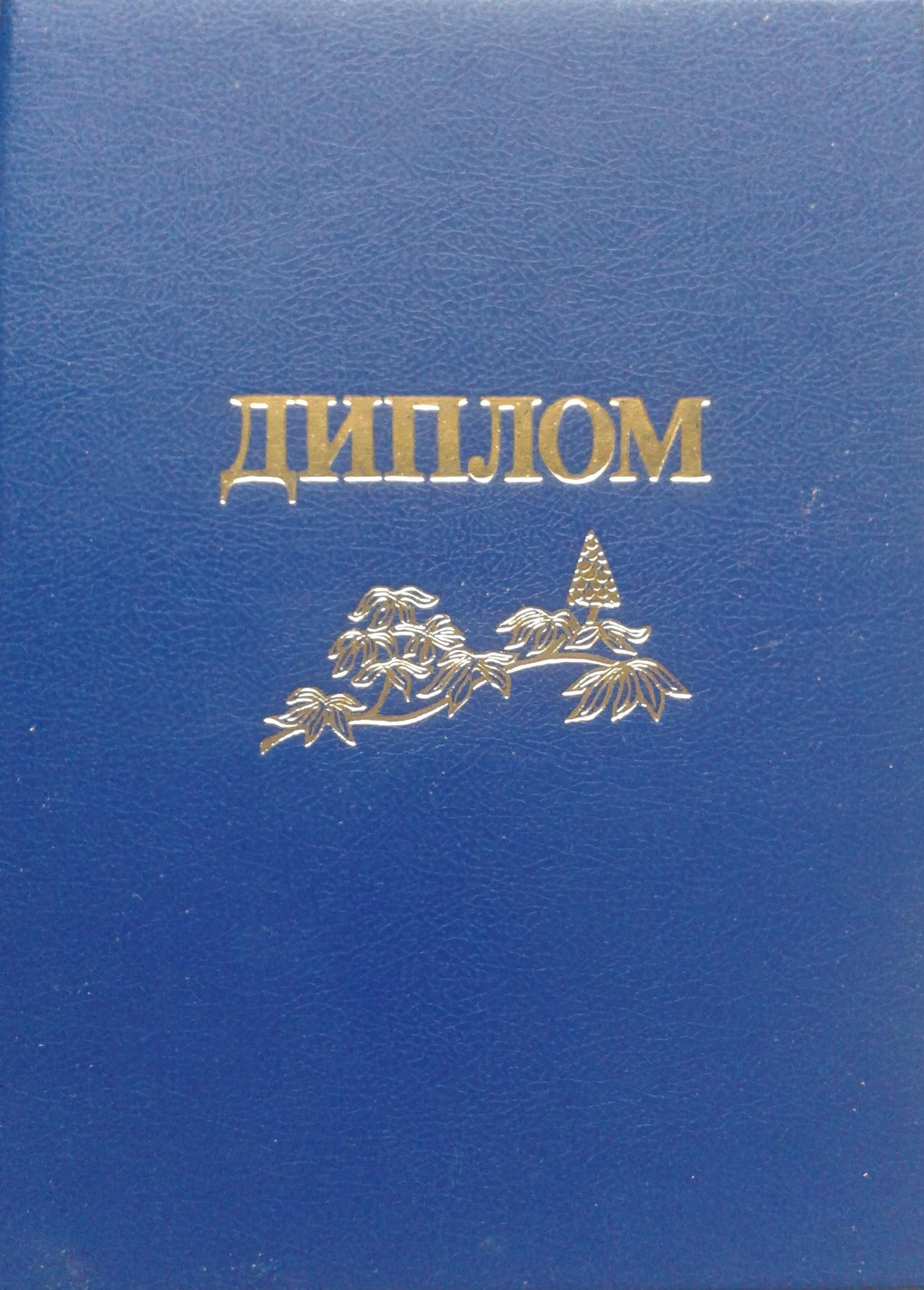
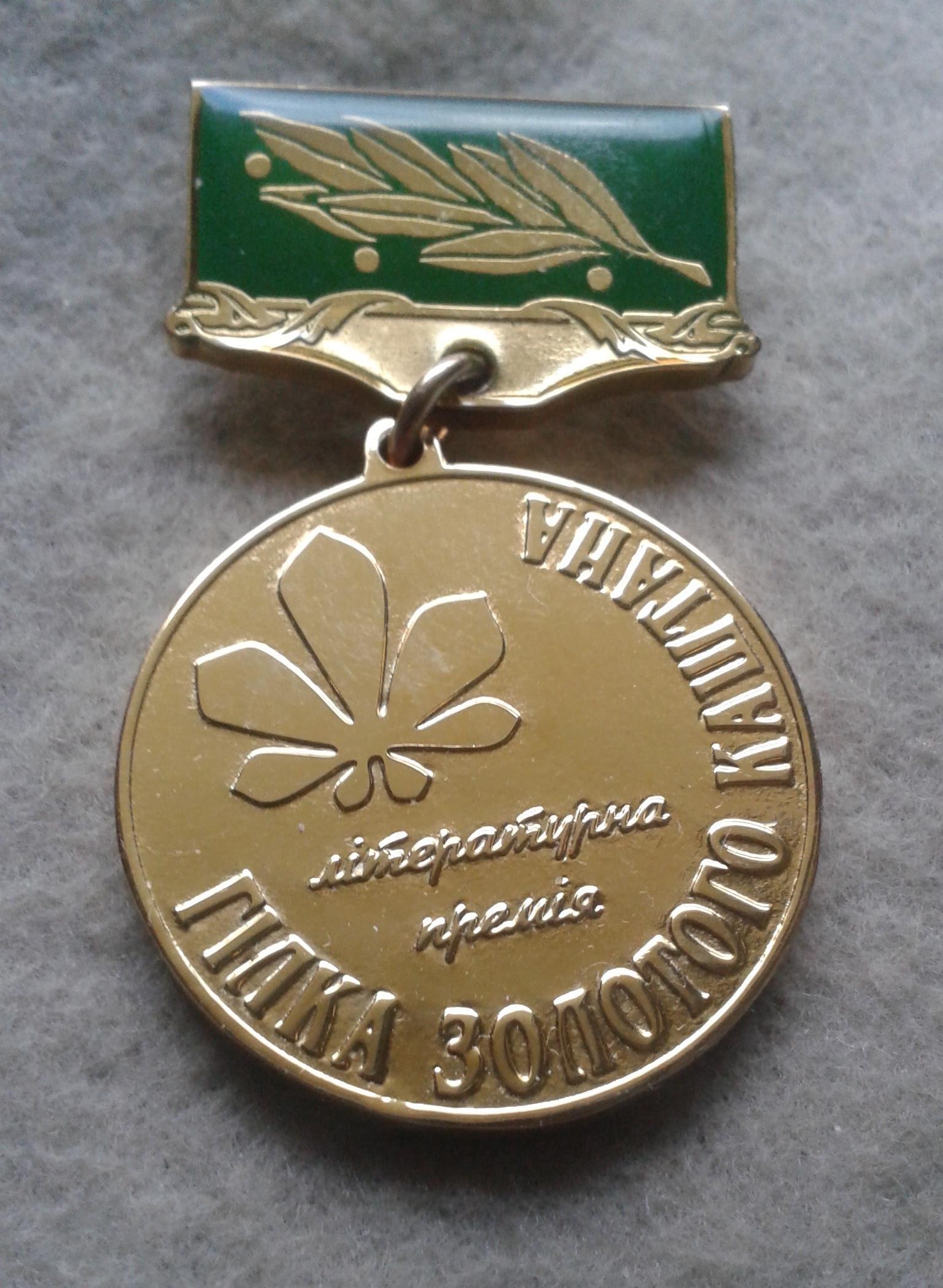